# Bambina, Déesse de l'amour
Bambina, Déesse de l'amour est une série de manga de Masaomi Kanzaki, publiée par Akita Shoten au Japon et Doki-Doki en France depuis 2008. Ce seinen est composé de 3 volumes (tous sortis en France).

## Liste des volumes
| no | Japonais        | Japonais          | Français        | Français          |
| no | Date de sortie  | ISBN              | Date de sortie  | ISBN              |
| -- | --------------- | ----------------- | --------------- | ----------------- |
| 1  | 20 octobre 2006 | 978-4-25314-915-0 | 13 août 2008    | 978-2-35078-527-1 |
| 2  | 20 février 2007 | 978-4-25314-916-7 | 8 octobre 2008  | 978-2-35078-539-4 |
| 3  | 20 juin 2007    | 978-4-25314-917-4 | 3 décembre 2008 | 978-2-35078-555-4 |

### Œuvres

#### Édition japonaise
1. ↑  (ja) « イかせて!!バンビーナ 1 (ヤングチャンピオンコミックス) », sur amazon.co.jp (consulté le 29 avril 2021)
2. ↑  (ja) « イかせて!!バンビーナ 2 (ヤングチャンピオンコミックス) », sur amazon.co.jp (consulté le 29 avril 2021)
3. ↑  (ja) « イかせて!!バンビーナ 3 (ヤングチャンピオンコミックス) », sur amazon.co.jp (consulté le 29 avril 2021)

#### Édition française
1. ↑  « Vol.1 Bambina - Déesse de l'amour - Manga », sur manga-news.com (consulté le 29 avril 2021)
2. ↑  « Vol.2 Bambina - Déesse de l'amour - Manga », sur manga-news.com (consulté le 29 avril 2021)
3. ↑  « Vol.3 Bambina - Déesse de l'amour - Manga », sur manga-news.com (consulté le 29 avril 2021)